# Andrée-Land (Spitzbergen)
Koordinaten: 79° 22′ N, 14° 42′ O

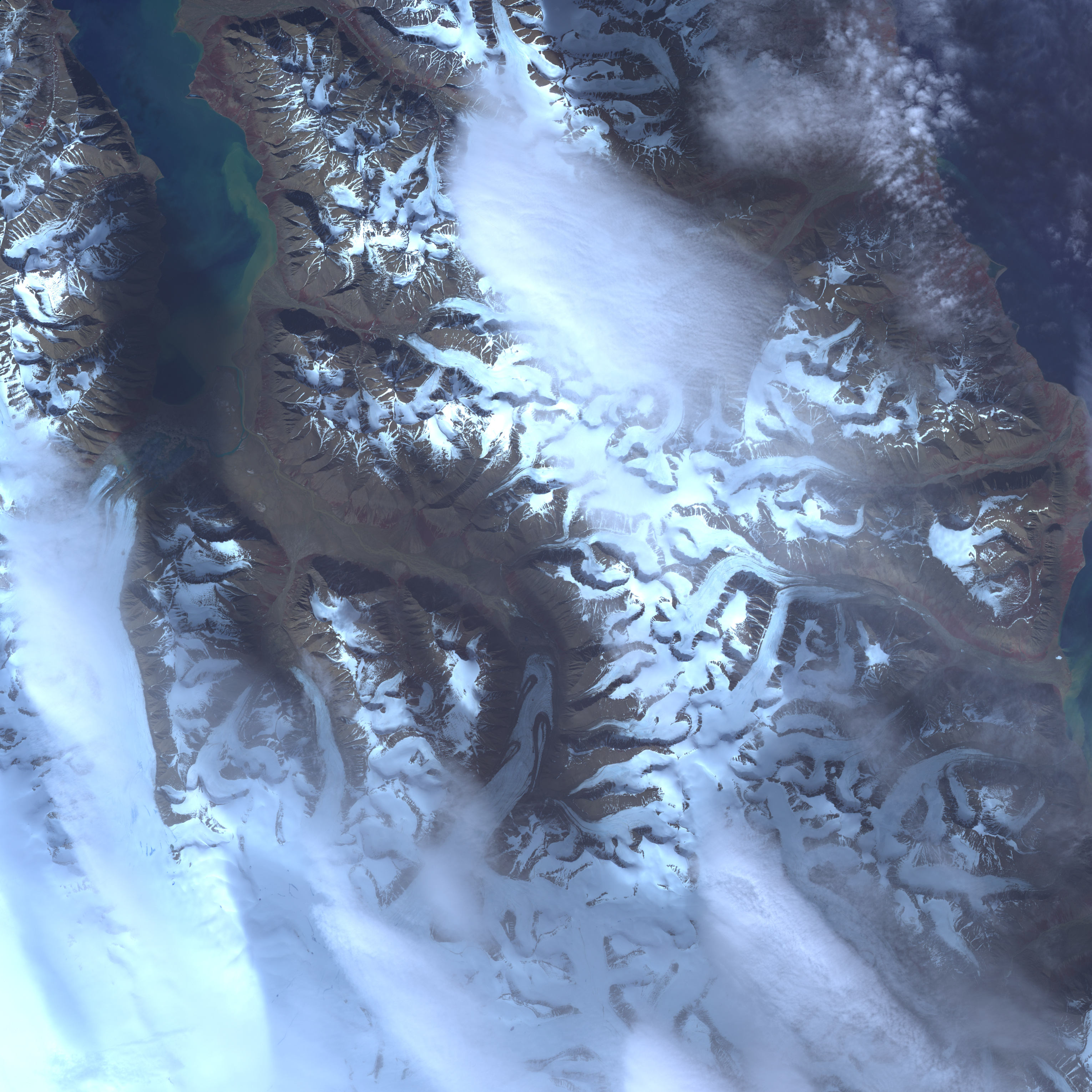
Satellitenbild vom südlichen Teil von Andrée-Land. Links die innerste Bucht des Woodfjorden, oben rechts sieht man westerner Teil des Wijdefjorden

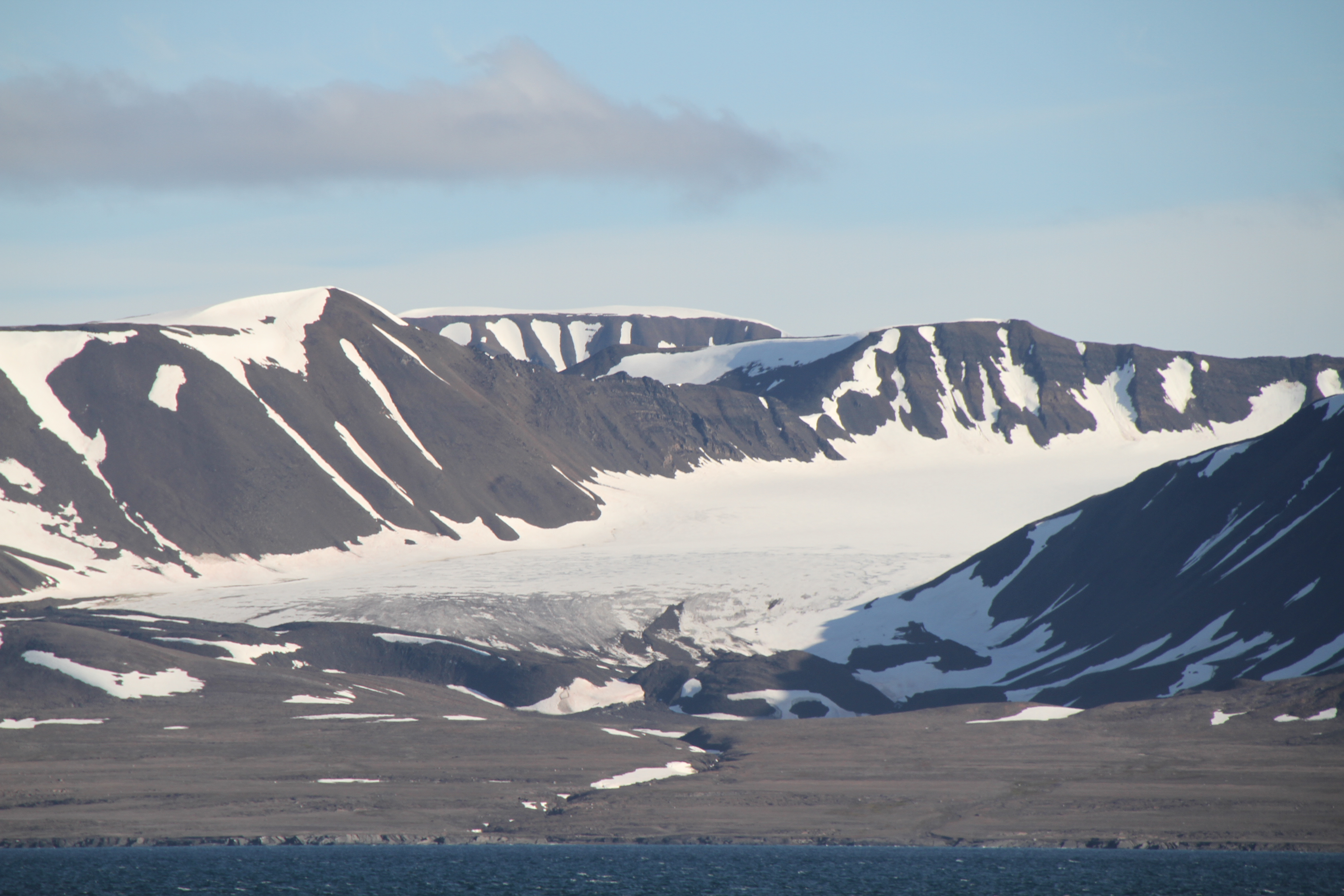
Gambreen an der felsigen Küste

Andrée-Land ist ein Gebiet im Norden der Insel Spitzbergen auf Svalbard.

## Geografie
Andrée-Land umfasst im Wesentlichen das Land zwischen Woodfjorden und Wijdefjorden. Die Südgrenze verläuft vom Woodfjorden nach Süden zum Holtedahlfonna und von dort ostwärts über Abrahamsenbreen, Ruskenbreen, Millarpasset und Vestfjorddalen zum Vestfjorden. Im Westen grenzt Andrée-Land an Haakon-VII-Land und im Süden an James-I-Land.
Die lange Küstenlinie ist nicht von Gletschern bedeckt und auch im Inneren ist Andrée-Land im Gegensatz zum westlich davon gelegenen Haakon-VII-Land nur von verhältnismäßig kleinen Gletschern bedeckt. Es gibt an den Fjorden eine eigene Population des Spitzbergen-Rens. Auf der Insel Moffen nördlich der Halbinsel gibt es eine Walross-Kolonie. Vögel sind dagegen in Andrée-Land eher untervertreten. In der Jakobsenbukta im Nordwesten brüten etwa 10.000 Tiere.
Es gibt keine Siedlungen in Andrée-Land.

## Etymologie
Andrée-Land wurde nach Salomon August Andrée (1854–1897) benannt, dem schwedischen Ingenieur und Polarforscher, der 1897 versuchte, mit dem Gasballon zum Nordpol zu fahren, und dabei umkam. Der Name wurde vom Spitzbergen-Kartografen Gerard Jakob De Geer vergeben.